# Elías Viñoles
Raúl Elías Viñoles (Neuquén, 21 de octubre de 1988) es un actor y cantante argentino.

## Carrera
Elías Viñoles comenzó en el teatro desde los 10 años, en donde trabajó con Valeria Lynch y otros. Luego siguió en el cine argentino, en la película Familia rodante. Su primer trabajo en televisión fue en la serie juvenil de Cris Morena “Rebelde Way” como “Dante” en el año 2003 y luego protagonizando la serie juvenil 1/2 Falta en el año 2005.
Integró en el 2006 la telecomedia Sos mi vida, en donde interpreta a uno de los tres hijos adoptivos de Martín Quesada (Facundo Arana). Además, su personaje tuvo un romance con "La Turca", interpretado por la actriz Mónica Ayos. Por este trabajo a fines de 2006 recibió el Premio Clarín, en la categoría Revelación masculina.
En el 2007 protagonizó la telenovela juvenil Romeo y Julieta, en el papel de Romeo, junto a Brenda Gandini, la cual fue transmitida por Canal 9. Ese mismo año filmó la película Las hermanas L, junto a Soledad Silveyra y Daniel Fanego.
El año 2008 lo empezó filmando Toda la gente sola, del director Santiago Giralt. El elenco estaba formado por Alejandro Urdapilleta, Mónica Villa, Érica Rivas, Lola Berthet y Luciano Castro. Para la segunda mitad de ese año, protagonizó la producción de Ideas del Sur, Atracción x4, junto a Luisana y Darío Lopilato, Camila Bordonaba, Rodrigo Guirao y Jenny Williams. La tira se emitió en sus dos temporadas por Canal 13.
En 2012 regresa a la televisión de la mano de la productora Pol-ka, en la segunda temporada de Los Únicos, interpretando a uno de los villanos de la tira.
El mismo año interpreta a Bernardo de Monteagudo en el drama histórico con múltiples nominaciones, Historia clínica y comienza los ensayos de Vivir Desconectados, obra teatral que estrenaría comenzado el año 2013 junto a Jorge Sassi.
Año 2013 con Vivir Desconectados en cartel, protagoniza el telefilm dramático Historias de corazón junto a Florencia Raggi.
Arranca el 2014 protagonizando la miniserie nominada al Emmy Internacional, La celebración y el drama político nominado al Martín Fierro Televisión por la justicia y es convocado nuevamente por Telefe para hacer una participación especial en la serie Señores Papis.
El año 2015 es convocado por los mismos productores de Televisión por la justicia para protagonizar la miniserie de comedia Conflictos modernos al mismo tiempo lanza en diferentes plataformas digitales lo que sería el primer sencillo de su material musical, Dejar de Pensar. Mientras que a comienzos de 2016, lanza su segundo sencillo, Tanto Tiempo. 
El 2016 lo dedica, aparte del lanzamiento del segundo corte, al espectáculo teatral dirigido por Ricky Pashkus, Hombre Viajando en Taxi, en el prestigioso Centro Cultural General San Martín.

## Cine
| Año  | Título             | Papel   | Director                                     |
| ---- | ------------------ | ------- | -------------------------------------------- |
| 2004 | Familia rodante    | Gustavo | Pablo Trapero                                |
| 2009 | Toda la gente sola | Damián  | Santiago Giralt                              |
| 2010 | Las hermanas L     | Bruno   | Santiago Giralt, Eva Bär y Alejandro Montiel |

## Televisión
| Año       | Título                      | Papel                                                                             | Canal              |
| --------- | --------------------------- | --------------------------------------------------------------------------------- | ------------------ |
| 2003      | Rebelde Way                 | Dante                                                                             | Canal 9/América TV |
| 2005-2006 | 1/2 falta                   | Bruno Zampardi                                                                    | Canal 13           |
| 2006-2007 | Sos mi vida                 | José Fernández                                                                    | Canal 13           |
| 2007      | Romeo y Julieta             | Romeo Montero / Montesco                                                          | Canal 9            |
| 2008-2009 | Atracción x4 en Dream Beach | Keto Milhojas                                                                     | Canal 13           |
| 2012      | Los Únicos                  | Borja                                                                             | Canal 13           |
| 2013      | Historia clínica            | Bernardo de Monteagudo (Episodio: "Juan José Castelli: "El silencio del orador"") | Telefe             |
| 2013      | Historias de corazón        | Julián (Episodio: "La profe")                                                     | Telefe             |
| 2014      | Señores papis               | Román Villaverde                                                                  | Telefe             |
| 2014      | Televisión por la justicia  | Ariel Arbizu (Episodio: "El pinche")                                              | Canal 9            |
| 2014      | La celebración              | Francisco (Episodio: "Boda")                                                      | Telefe             |
| 2015      | Conflictos modernos         | Mateo (Episodio: "Mateo")                                                         | Canal 9            |

## Teatro
| Año  | Título                  | Papel     | Director        |
| ---- | ----------------------- | --------- | --------------- |
| 2013 | Vivir desconectados     | Lucas     | Jorge Sassi     |
| 2016 | Hombre viajando en taxi | El Hombre | Ricardo Pashkus |

## Música
| Año  | Título          | Sello         | Enlace  |
| ---- | --------------- | ------------- | ------- |
| 2015 | Dejar de pensar | Music Brokers | Spotify |
| 2016 | Tanto tiempo    | Music Brokers | Spotify |

## Premios y nominaciones
| Año  | Premiación     | Categoría            | Trabajo nominado | Resultado | Ref.  |
| ---- | -------------- | -------------------- | ---------------- | --------- | ----- |
| 2006 | Premios Clarín | Revelación masculina | Sos mi vida      | Ganador   | [ 4 ] |